# Commodore 128
Commodore 128 (C128, CBM 128, C=128) — 8-битный домашний компьютер, выпущенный компанией Commodore Business Machines (CBM) в январе 1985 года как преемник Commodore 64.
C128 был несколько улучшен по сравнению с C64, сохраняя почти полную совместимость с C64. Новая машина имела 128 KB RAM, RGBI видеовыход, а также существенно переработанный корпус и клавиатуру. Внутри находился процессор Zilog Z80A, который позволил запускать CP/M вместо стандартной Commodore BASIC.
Главным разработчиком аппаратной части был Бил Херд. Commodore BASIC разрабатывалась Фредом Боуэном и Терри Райаном, а CP/M создавал Вон Эртвайн.

## Технические Характеристики
Клавиатура C128 включает в себя четыре клавиши курсора, клавишу Alt, клавишу справки, клавишу Esc, клавишу Tab и цифровую клавиатуру. Ни одна из них не присутствовала на C64, который имел только две клавиши курсора, требуя нажатие Shift для перемещения курсора вверх или влево. Эта альтернативная схема была сохранена на 128, для использования в режиме C64. Отсутствие цифровой клавиатуры, клавиши Alt и клавиши Esc на C64 было проблемой с некоторым программным обеспечением для CP/M при использовании с картриджем Z64 C64. Клавиатура запрашивалась многими владельцами C64, которые долгое время кодили программы на машинном языке, используя MLX. Многие из добавленных клавиш совпали с аналогами на клавиатуре IBM PC и сделали новый компьютер более привлекательным для разработчиков программного обеспечения для бизнеса. В то время как режим с 40 колонками в 128-м корпусе тесно дублирует работу с C64, дополнительный программный блок объемом 1 КБ предоставляется программисту, поскольку он мультиплексируется по адресу памяти 1. Источник питания C128 улучшен в сравнении с ненадежным конструкции C64, более крупный и оснащён охлаждающими вентиляционными отверстиями и сменным предохранителем. C128 не выполняет проверку системной RAM при включении питания, как предыдущие машины Commodore. Вместо одиночного 6510-микропроцессора C64, C128 имеет двухпроцессорный дизайн. Основной процессор, 8502, представляет собой немного улучшенную версию 6510, которая может быть синхронизирована с частотой 2 МГц. Второй процессор - Zilog Z80, который используется для запуска программного обеспечения CP / M, а также для запуска выбора режима работы во время загрузки. Оба процессора не могут работать одновременно, поэтому C128 не является многопроцессорной системой
Архитектура комплекса C128 включает в себя четыре различных вида ОЗУ (128 КБ основной RAM, 16-64 КБ видеопамяти VDC, 2 кНиблс VIC-II ОЗУ, 2 КБ флоппи-дисковода на C128Ds, 0 , 128 или 512 КБ REU RAM), два или три процессора (основной: 8502, Z80 для CP / M, 128D также включает в себя 6502 на дисководе) и два разных видеочипа (VIC-IIe и VDC) с различными режимами работы.